# Mörttjärnen (Färnebo socken, Värmland, 663805-139433)
Mörttjärnen är en sjö i Filipstads kommun i Värmland och ingår i Göta älvs huvudavrinningsområde. Sjön har en area på 0,0836 kvadratkilometer och ligger 233,3 meter över havet.

## Delavrinningsområde
Mörttjärnen ingår i det delavrinningsområde (663587-139469) som SMHI kallar för Förgrening. Medelhöjden är 264 meter över havet och ytan är 11,11 kvadratkilometer. Räknas de 2 avrinningsområdena uppströms in blir den ackumulerade arean 35,9 kvadratkilometer. Svartån (Älgsjöbäcken) som avvattnar avrinningsområdet har biflödesordning 3, vilket innebär att vattnet flödar genom totalt 3 vattendrag innan det når havet efter 390 kilometer. Avrinningsområdet består mestadels av skog (83 procent). Avrinningsområdet har 0,28 kvadratkilometer vattenytor vilket ger det en sjöprocent på 2,5 procent.